# Dubočani (Trebinje, BiH)
Dubočani su naseljeno mjesto u gradu Trebinju, Republika Srpska, BiH.

## Stanovništvo

### 1991.
Nacionalni sastav stanovništva 1991. godine, bio je sljedeći:
ukupno: 53
- Srbi - 49
- Jugoslaveni - 4

### 2013.
Nacionalni sastav stanovništva 2013. godine, bio je sljedeći:
ukupno: 18
- Srbi - 18

## Vanjske poveznice
- Satelitska snimka[neaktivna poveznica]